# University College London
University College London (Kolegium Uniwersyteckie w Londynie), skrótowiec UCL – część Uniwersytetu Londyńskiego, starsza spośród dwóch pierwotnie odrębnych uczelni obecnie wchodzących w jego skład. Według QS World University Rankings w 2018 był siódmym najlepszym uniwersytetem świata i trzecim w Europie (po Uniwersytecie w Cambridge i Uniwersytecie Oksfordzkim).
W Wielkiej Brytanii UCL był pierwszym uniwersytetem o charakterze świeckim, w którym o przyjęciu na studenta oraz ocenach nie decydowały wyznanie, rasa oraz pochodzenie społeczne. Dewizą stale przyświecającą studentom i pracownikom jest (łac.) Cuncti adsint meritaeque expectent praemia palmae, co można przetłumaczyć na Niech przybędą ci, którym wraz z zasługą należy się największa nagroda. Obecnie na UCL studiuje ponad 23 250 studentów i pracuje 9783 pracowników. UCL należy do elitarnej grupy uniwersytetów Russell Group oraz jest częścią Golden Triangle. UCL zatrudnia ponad 4000 pracowników naukowych i 650 profesorów, więcej niż jakikolwiek inny uniwersytet w Wielkiej Brytanii.
UCL składa się z 10 wydziałów, które składają się z ponad 100 instytutów i centrów badawczych. Łączny przychód UCL w 2010/2011 to 802 miliony funtów, z czego 283 miliony pochodzą z grantów i kontraktów. W latach 1999–2009 UCL był 13. najczęściej cytowanym uniwersytetem na świecie i najczęściej cytowanym w Europie.
W 2011 UCL zajmował 20. miejsce na świecie (3. w Europie) według Akademickiego Rankingu Uniwersytetów Świata. QS World University Rankings w 2012 sklasyfikował UCL na 4. miejscu na świecie i 2. w Europie.

## Lokalizacja

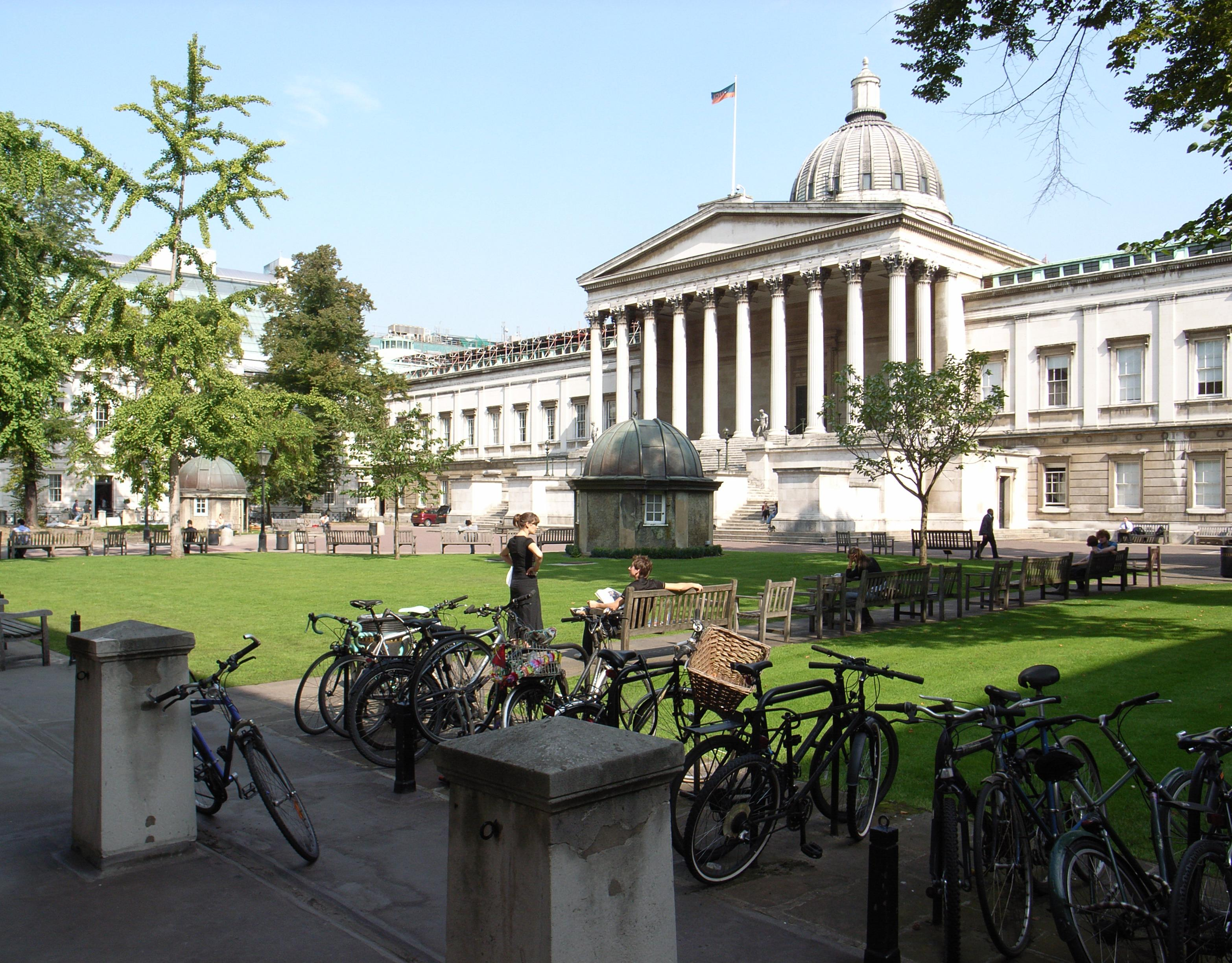
Budynek University College London

Uczelnia mieści się w londyńskiej dzielnicy Bloomsbury. Główna część campusu zbudowana jest wokół czworokątnego placu zwanego quadem i położona jest przy Gower Street. Przy Gower Street znajdują się również główne biblioteki oraz wydziały biologii, fizyki, filologii, historii, Teatr Bloomsbury oraz Muzeum Petrie Egipskiej Archeologii. W pobliżu, przy Gordon Street, Gordon Square oraz Taviton Street znajdują się wydziały archeologii, chemii oraz Bartlett Faculty of the Built Environment, a także School of Slavonic and East European Studies (SSEES). Przy Endsleigh Gardens zlokalizowany jest Bentham House, mieszczący wydział prawa. Kampus UCL sąsiaduje z należącymi do drugiej części Uniwersytetu Londyńskiego The School of Oriental and African Studies, Birkbeck oraz Instytut Education i School of Advanced Study.

## Historia
Uczelnię, pod nazwą London University (czyli Uniwersytet Londyński), założono w 1826 z inicjatywy i przy znacznym udziale filozofa i ekonomisty Jeremy’ego Benthama. Ówczesna instytucja była jedyną świecką alternatywą w stosunku do wyznaniowych uniwersytetów w Oksfordzie i Cambridge. W 1836 placówkę zreformowano. Uzyskała ona prawo nadawania tytułu licencjata i zmieniła nazwę na University College London. Po uzgodnieniach utworzono, w połączeniu z Kolegium Królewskim w Londynie, uczelnię nadrzędną o nazwie University of London. W 1907 weszła w życie ustawa odbierająca prawo samodzielnej działalności małym uczelniom i Kolegium Uniwersyteckie w Londynie formalnie przestało istnieć. Po reformie w 1977 ponownie zaistniała możliwość wyodrębnienia się i UCL z tego prawa skorzystało nadal, pozostając w strukturach Uniwersytetu Londyńskiego.

## Absolwenci

### Politycy oraz głowy państw
- Nikos Anastasiadis – prezydent Cypru od 2013
- Itō Hirobumi (1841–1909) – pierwszy w historii premier Japonii, później jeszcze wielokrotnie w latach 1885–1901
- Jun’ichirō Koizumi (1942) – premier Japonii, 2001–2006
- Jomo Kenyatta (1891–1963) – pierwszy prezydent Kenii, 1964–1978
- Jacek Rostowski (1951) – minister finansów RP w pierwszym i drugim rządzie Donalda Tuska, 2007–2013; w latach 1988 do 1995 pracował jako wykładowca w UCL School of Slavonic and East European Studies, University of London
- Chaim Herzog – prezydent Izraela w latach 1983–93
- Terry Davis – sekretarz generalny Rady Europy w latach 2004–2009
- Seewoosagur Ramgoolam – pierwszy premier Mauritiusu
- Abubakar Tafawa Balewa (1912–1966) – pierwszy premier Nigerii

### Wynalazcy oraz naukowcy
- Alexander Graham Bell (1847–1922) – wynalazca telefonu oraz kilkudziesięciu innych wynalazków telekomunikacyjnych
- Colin Chapman (1928–1982) – inżynier i konstruktor samochodów wyścigowych
- John Ambrose Fleming (1881–1955) – fizyk, elektrotechnik i radiotechnik angielski
- William Stanley Jevons (1835–1882) – angielski logik i ekonomista
- Joseph Lister (1827–1912) – brytyjski chirurg, inicjator antyseptyki
- Roger Penrose (1931) – angielski fizyk i matematyk
- John Maynard Smith (1920–2004) – biolog

### Pisarze
- Robert Browning (1812–1889)
- Raymond Briggs(inne języki)
- Gilbert Keith Chesterton (1874–1936)
- Trevor Lock(inne języki)

### Muzycy
- Coldplay[7]
- Taco Hemingway[8]

### Laureaci Nagrody Nobla
29 dawnych pracowników lub absolwentów UCL otrzymało Nagrodę Nobla:
- sir William Ramsay (1904) – odkrywca gazów szlachetnych, był również przewodniczącym wydziału chemii na UCL
- Rabindranath Tagore (1913) – poeta, prozaik i filozof
- William Henry Bragg (1915) – fizyk
- Frederick Soddy (1921) – chemik
- Archibald Hill (1922) – fizjolog
- Owen Willans Richardson (1928) – fizyk
- sir Frederick Gowland Hopkins (1929) – biochemik
- sir Henry Hallett Dale (1936) – fizjolog i farmakolog
- Otto Loewi (1936) – farmakolog
- Otto Hahn (1944) – chemik
- sir Robert Robinson (1947) – chemik
- Vincent du Vigneaud (1955) – chemik
- Jaroslav Heyrovský (1959) – chemik
- Peter Brian Medawar (1960) – biolog
- Francis Harry Compton Crick (1962) – biochemik i genetyk
- Andrew Fielding Huxley (1963) – fizjolog i biofizyk
- Ulf Svante von Euler (1970) – fizjolog
- sir Bernard Katz (1970) – elektrofizjolog
- sir James W. Black (1988) – farmaceuta
- Bert Sakmann (1991) – cytofizjolog
- sir Martin Evans (2007) – biolog
- Charles K. Kao (2009) – fizyk
- Peter Higgs (2013) – fizyk
- John O’Keefe (2014) – neurobiolog

## Akademiki należące doUCL
Większość studentów UCL korzysta z przysługujących im uczelnianych akademików:
- Arthur Tattersall House (115-131 Gower Street)
- Astor College (99 Charlotte St)
- Campbell House East and West (Taviton Street)
- Ifor Evans & Max Rayne Student Residences (109 Camden Road)
- Frances Gardner House and Langton Close (Gray’s Inn Road)
- John Tovell House (89 & 93-7 Gower Street)
- John Dodgson House (Bidborough Street)
- Ramsay Hall Student Residence (Maple Street)
- Schafer House Student Residence (Drummond Street)
- James Lighthill House (Penton Rise)
- Goldsmid House (sprzedany w 2008, z powodu lokalizacji przy jednej z głównych ulic Londynu, Oxford Street).

Istnieje również możliwość skorzystania z akademików należących do Uniwersytetu Londyńskiego, tak zwanych międzyuczelnianych (intercollegiate halls of residence), na przykład Connaught Hall.

## Rywalizacja zKing’s College London

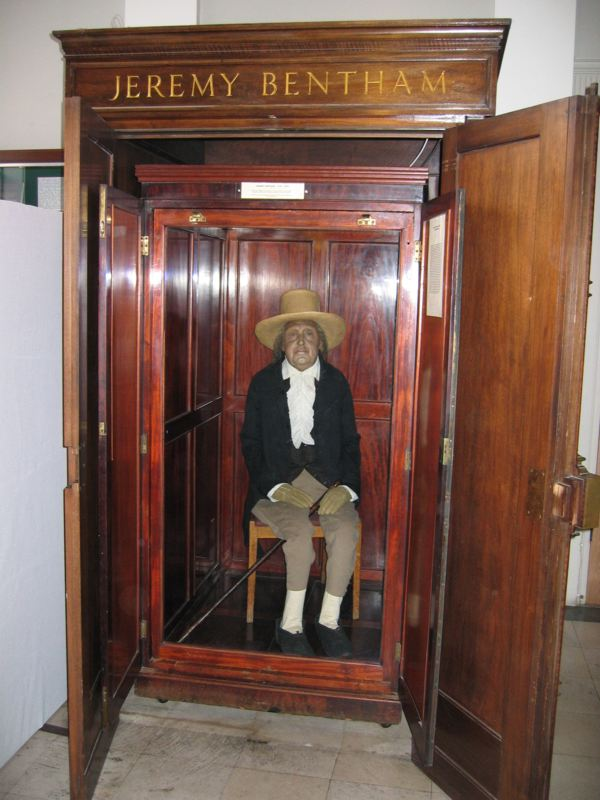
Założyciel i patron uczelni Jeremy Bentham

Od dawna między obiema uczelniami tworzącymi Uniwersytet Londyński, czyli UCL a King’s College London (KCL), panują napięte stosunki określane jako „Rags”. Studenci KCL, z racji wyznaniowego charakteru swojej uczelni, studentów UCL nazywają „bezbożnymi łotrami z Gower Street”. W rewanżu studenci UCL nazywają KCL „politechniką z ulicy Strand”, tym samym wyśmiewając jej poziom nauczania. Konflikt zaognił się po zaginięciu w latach 90. XX wieku maskotki zwanej „Reggie” należącej do KCL. Winę za zaginięcie przypisano studentom UCL. Maskotkę odnaleziono porzuconą na polu, odnowiono dużym nakładem środków i – po wypełnieniu betonem, aby utrudnić kradzież – umieszczono jako eksponat w gablocie szklanej na uczelni. Natomiast studentom KCL przypisuje się kradzież głowy Jeremiego Benthama i sprofanowanie jej użyciem do gry w piłkę nożną. Obecnie ciało założyciela uczelni, po zabalsamowaniu, znajduje się w krypcie głównego budynku UCL.